# Alboka

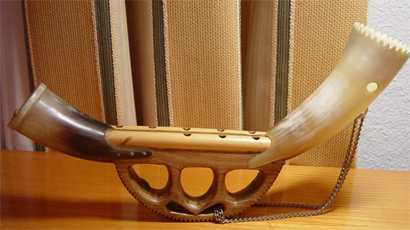
Alboka avec deux cornes (modèle Biscaye)

L'alboka est un instrument de musique à vent à anches qui ne se trouve plus qu'au Pays basque. L'alboka est généralement utilisé pour accompagner un chanteur au tambourin.
Sa sonorité est similaire à celle de la cornemuse et, comme pour celle-ci, le son est ininterrompu. La méthode utilisée pour jouer est celle de l'insufflation continue basée sur la technique de respiration circulaire; avec cette technique, il est possible de respirer sans arrêter de jouer.

## Facture
Il est réalisé à partir d'un double chalumeau en roseau percé respectivement de 5 et 3 trous, utilisant généralement deux cornes, une comme embouchure et l'autre comme pavillon.
Il peut être composé soit:
- de deux cornes de bœuf âgées de 2 à 3 ans, d'un corps en bois et de deux tuyaux de chalumeau qui peuvent être fabriqués dans des matériaux différents (version Biscaye) ;
- ou d'une seule corne ou adar handi et d'un corps et d'une embouchure en bois en une seule pièce et les deux tuyaux de chalumeau (version Gipuzkoa).

Enfin, il possède deux anches idioglottes simples (ou fitak), qui produisent le son. L'instrument est apparenté à la clarinette double.

## Histoire
Le nom de l'alboka provient de al-bûq (البوق), signifiant « corne » (l'instrument ancien) et actuellement « trompette » en arabe.
L'alboka était un instrument très populaire en Europe, en Afrique et dans une partie de l'Asie.
L'alboka s'est établi en Espagne à la fin du XIIIe siècle. On en trouve des représentations dans le Roman d'Alexandre et les Cantigas de Santa María ainsi que dans les décorations sculpturales d'églises médiévales qui subsistent.
Il est difficile de savoir quand l'instrument a été introduit au Pays basque mais les premiers documents font référence à l'année 1443 (à Mondragón, Guipúzcoa).

## Discographie
Des joueurs d'alboka renommés sont Ibon Koteron et Alan Griffin. L'alboka est également intégré dans des groupes modernes, tels que Kalakan.
- Alboka : Lorius, (Resistencia, 2012)
- Bidaia : Oihan, (	Resistencia – RESCD144, 2003)
- Kepa Junkera & Ibon Koteron : Leonen Orroak, (label Elkar)

## Galerie

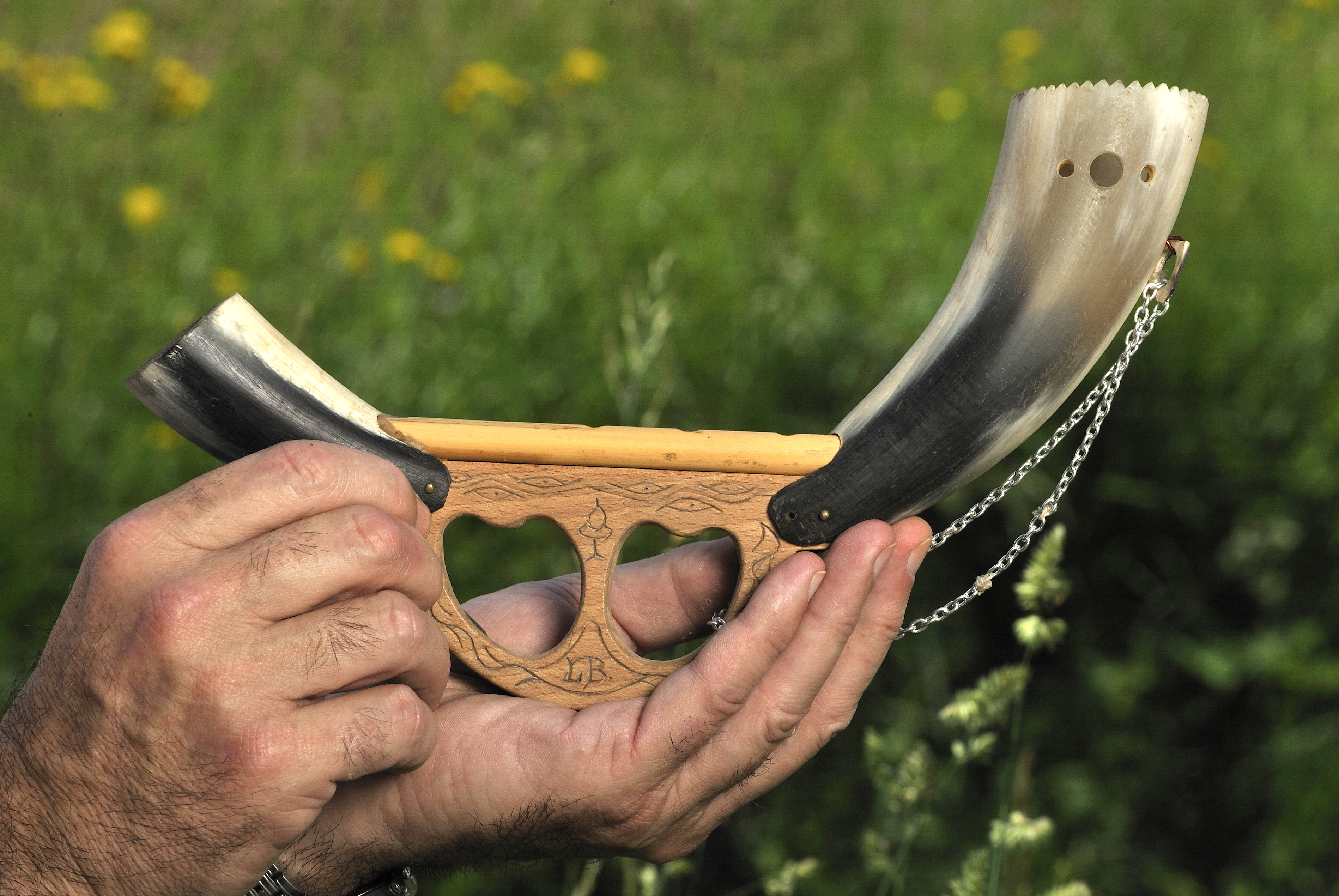
Un alboka traditionnel basque.
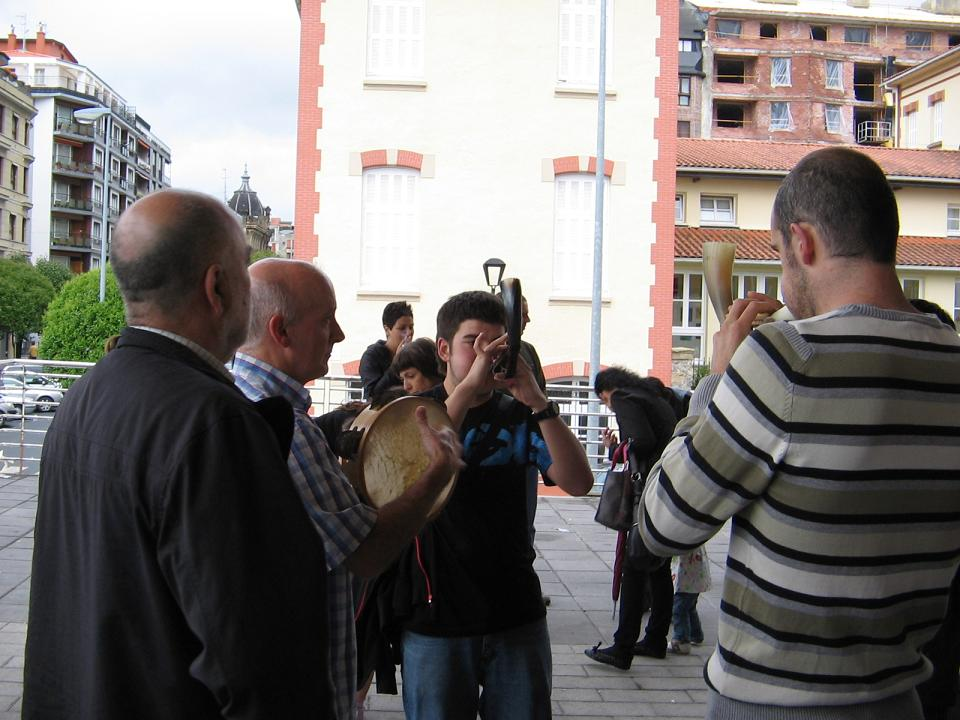
Joueurs d'alboka à Hernani, Gipuzkoa.
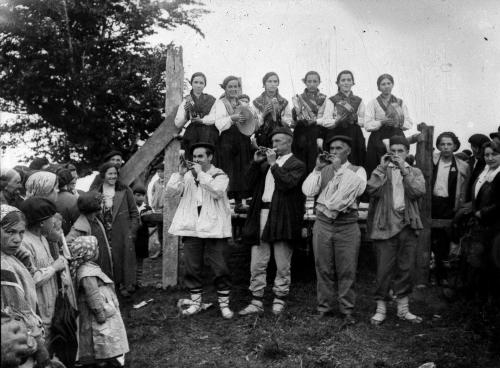
Joueurs d'alboka à Zeanuri.
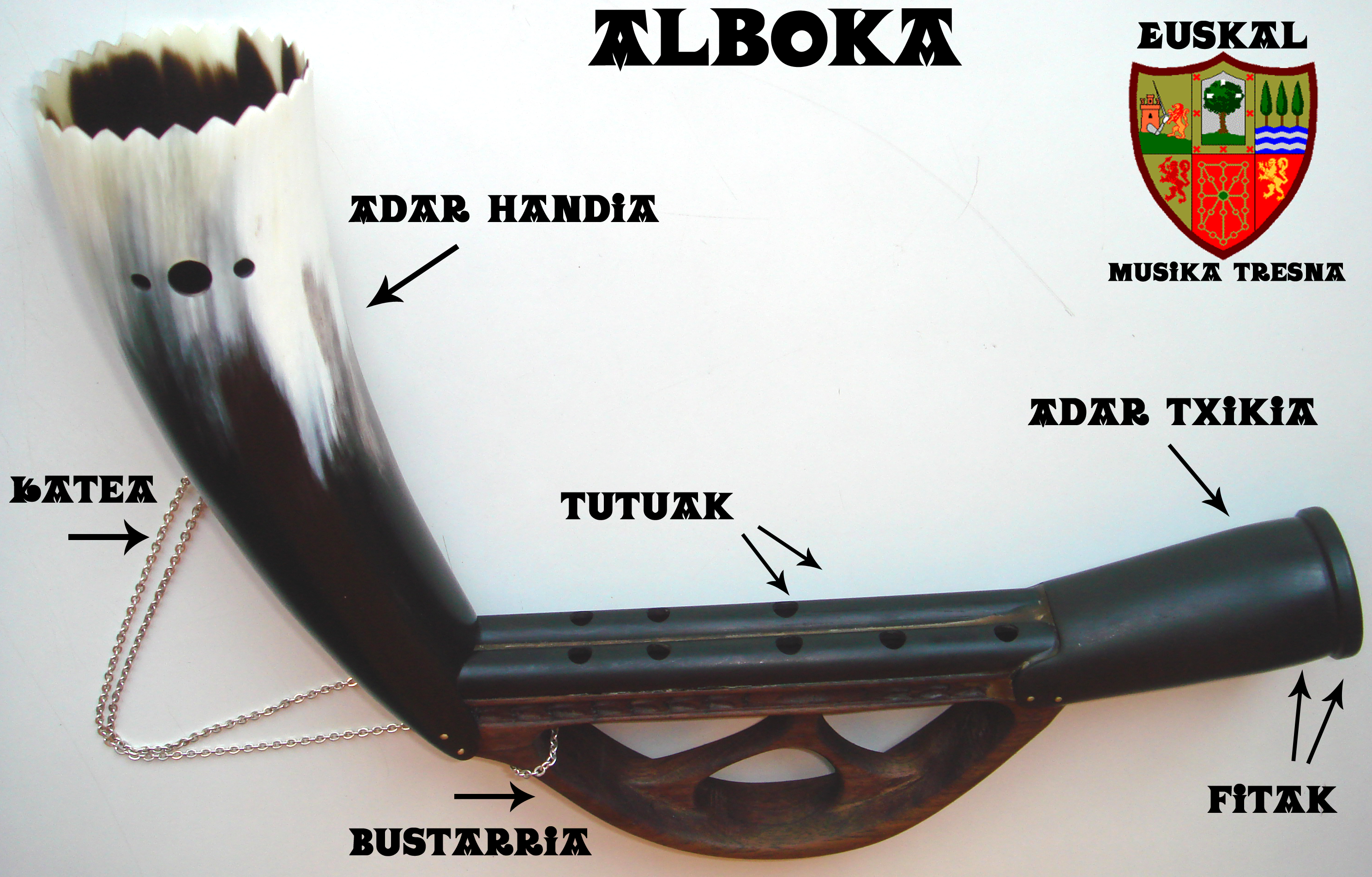
Schéma d'un alboka en langue basque (modèle Gipuzkoa) .
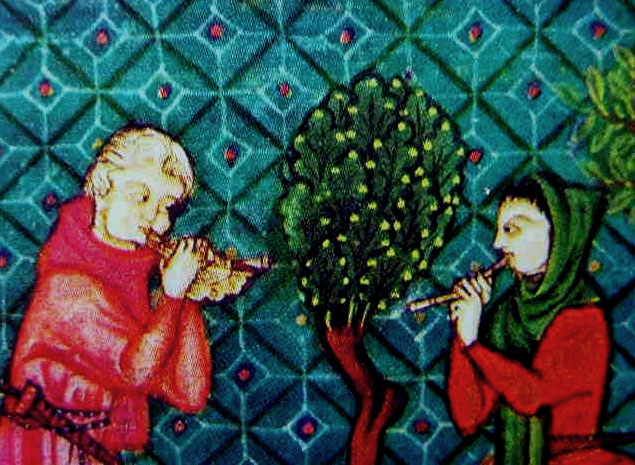
Représentation médiévale d'un joueur d'alboka dans une enluminure des Cantigas de Santa María (XIIIe siècle).
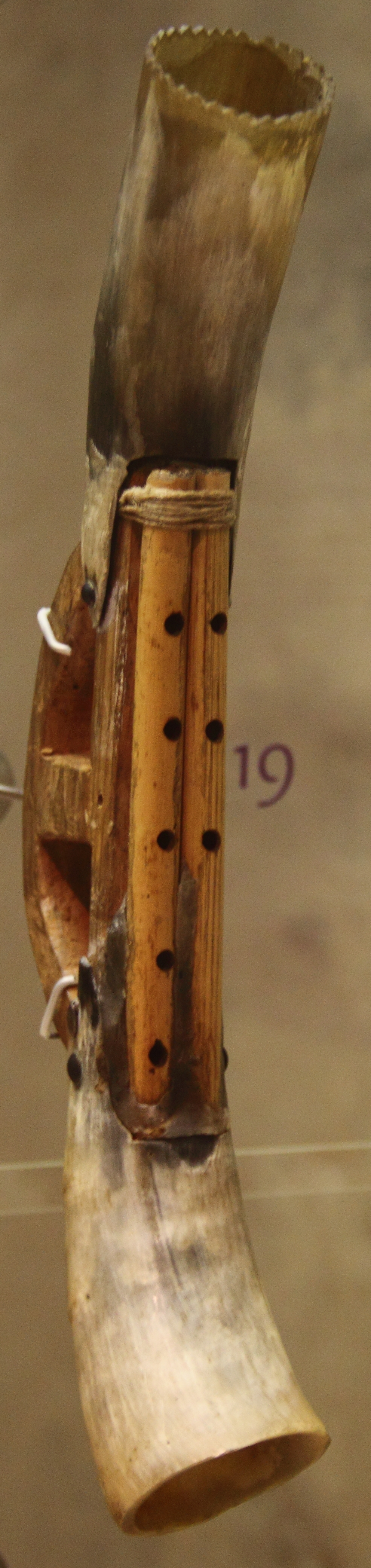
Un autre alboka.